# Stockholm címere

Stockholm jelenlegi címere

Stockholm címere Szent Erik királyt jelképezi királyi koronával a fején. Stockholm legrégebbi címere egy 1296-os írásos dokumentumról származik; rajta két torony látszik. Egy 1326-ból származó pecséten már három torony látszik. Az első olyan címer amelyik Szent Eriket ábrázolja, 1376-ból való.

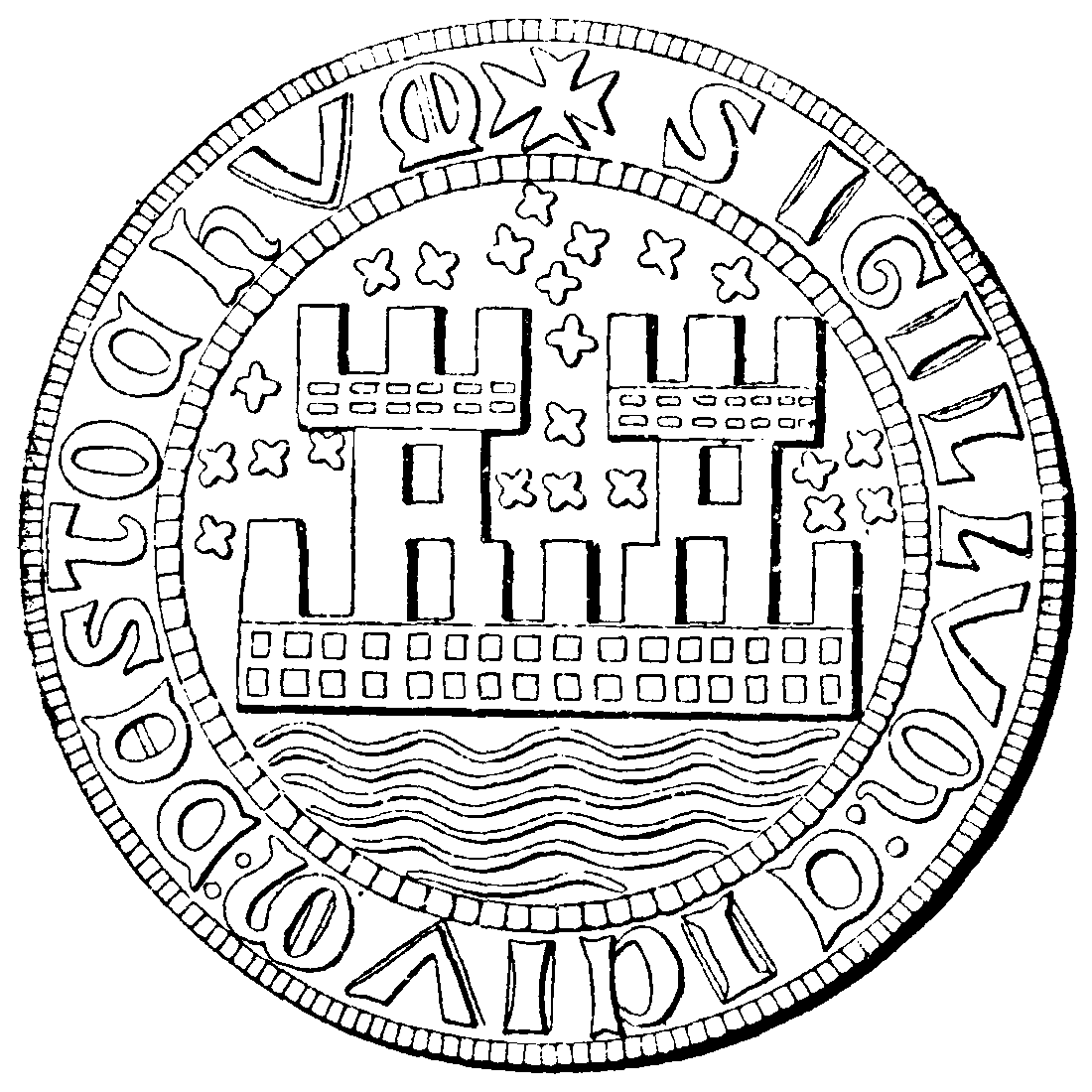
Stockholm első pecsétje 1296-ból
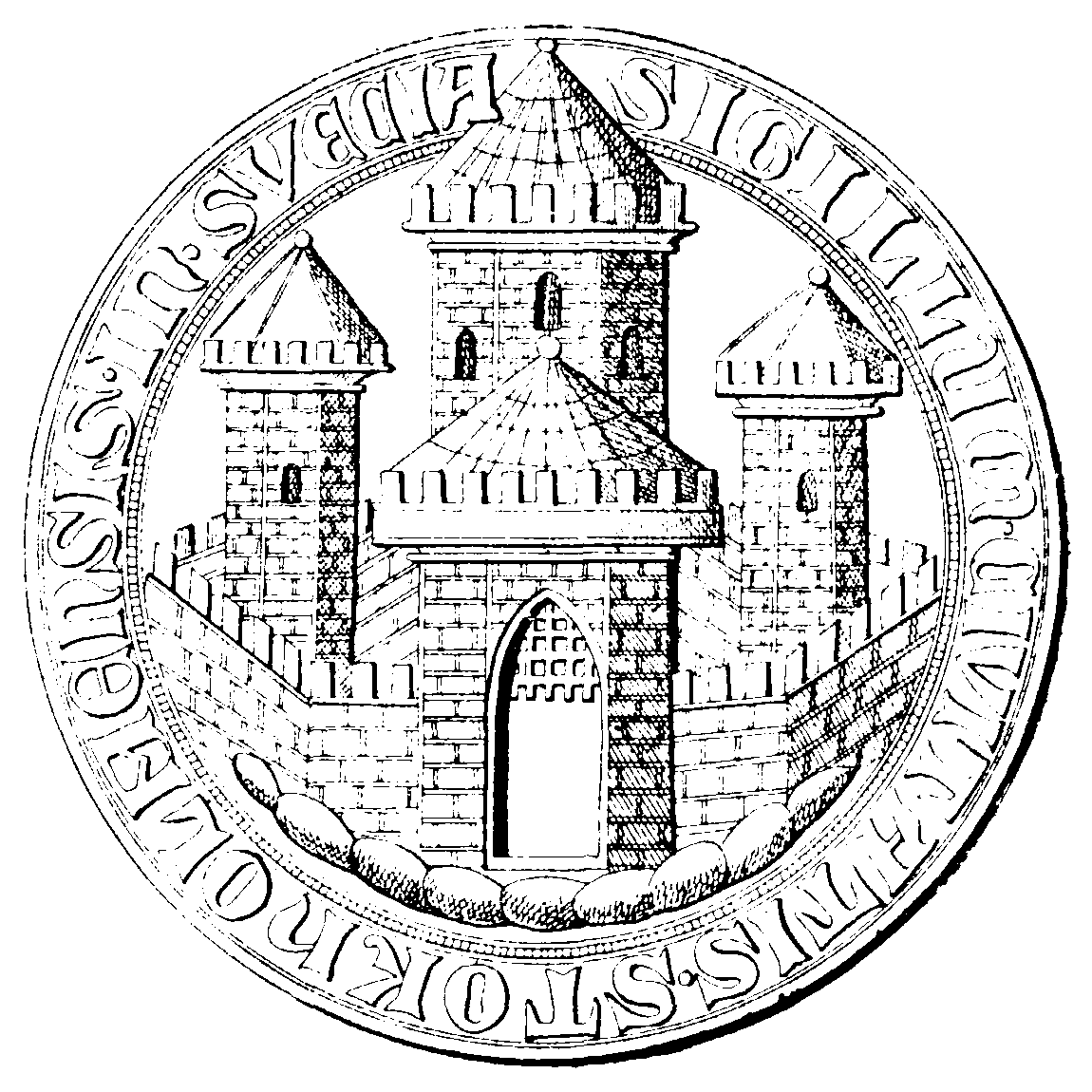
Stockholm második pecsétje 1326-ból
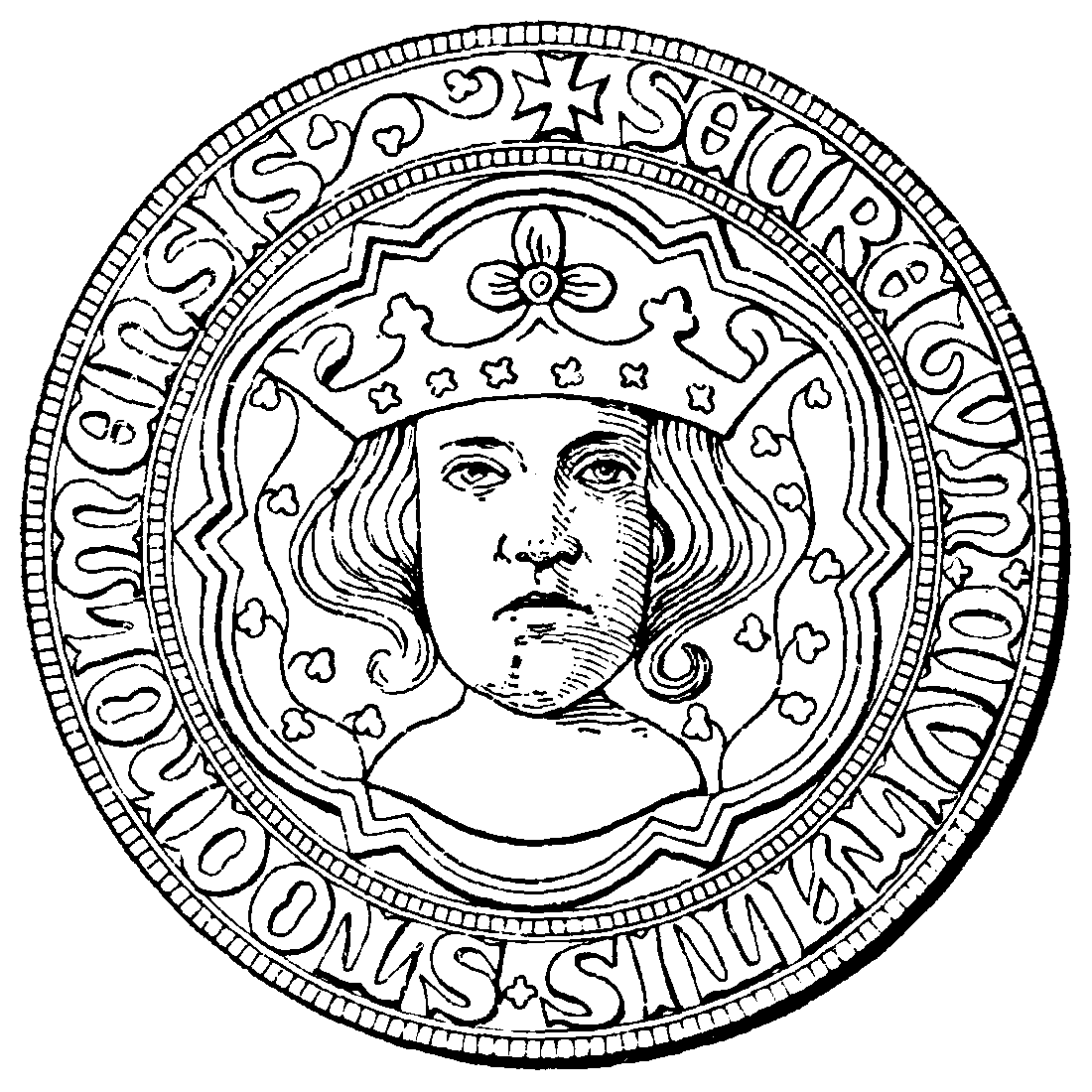
Stockholm harmadik pecsétje 1376-ból
A címer egy korábbi változata